# Lago Stausee Mapragg
O Lago Mapragg é um lago de barragem localizado próximo ao povoado de Pfäfers no cantão de São Galo, Suíça. 
Este lago apresenta uma superfície de 26 ha. O reservatório que aproveita o Lago Gigerwaldsee é operado pela Kraftwerke Sarganserwald (NOK grupo) para armazenamento de água que é bombeada para a producção de hidroeletricidade.